# ISO 7045
ISO 7045 er en ISO standard for en maskinskrue.
En maskinskrue ISO 7045 er en af de mest brugte maskinskruer indenfor befæstelse området.
| Gevind               | M1,6 | M2  | M2,5 | M3  |
| -------------------- | ---- | --- | ---- | --- |
| Bredde dk:           | 3,2  | 4   | 5    | 6   |
| Længde k:            | 1,3  | 1,6 | 2    | 2,4 |
| Krydskærv størrelse: | 0    | 1   | 1    | 1   |